# Васалатій Вікторія Віталіївна
Вікторія Віталіївна Васалатій (3 жовтня 1981, Студена, Вінницької області) — українська акторка, співачка, композиторка і поетеса-пісняр. Акторка Національного академічного драматичного театру імені Івана Франка. Заслужена артистка України (2020).

## Життєпис
Народилася в сім'ї учителів. Батько викладав малювання і музику, а мама працювала директором дитячого садочку. Змалечку виступала разом із татом на весіллях, вечорах, корпоративах, брала участь в концертах. У дитинстві закінчила музичну школу по класу фортепіано.
Закінчила Київський національний університет культури і мистецтв, факультет естрадного співу (2004). Викладачами були Павло Зібров і Лілія Остапенко.
Живе в Києві. З 2008 року працює в театрі імені Івана Франка. Розлучена, виховує двох донечок.

## Творчість

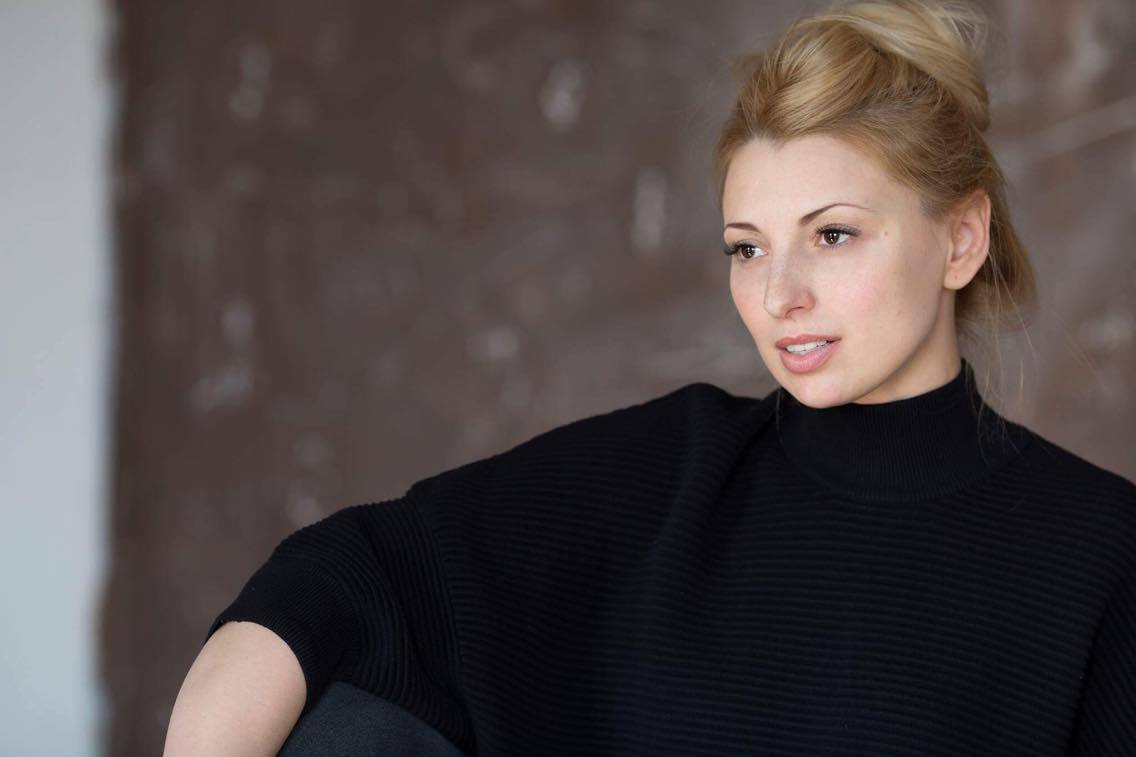
Вікторія Васалатій

Акторка Національного академічного драматичного театру імені Івана Франка.
Композиторка і виконавиця головної ролі в мюзиклі на слова Юрія Рибчинського «Едіт Піаф. Життя в кредит».
Також грає у виставах:
- Маша — «Жона є жона»
- Ляльки (Клерхен, Трудхен, Грета) — «Лускунчик»
- Попелюшка — «Попелюшка»
- Перша жінка — «САНАЦІЯ»
- Адель — «Деміург»

Грала роль Дезі у тепер архівній виставі «Носороги».
Виконавиця ролі Фльор Де Ліс в українській версії мюзиклу «Нотр-Дам де Парі».
Композитор дитячих мюзиклів «Попелюшка», «Дюймовчка», «Віртуляндія» (Неди Нежданої), мюзиклу «Ассоль» (Олександра Вратарьова).
Її пісні є в репертуарі Ірини Білик, гурту «НеАнгели», Ассії Ахат, Павла Зіброва, Алли Кудлай, Таїсії Повалій, Катерини Бужинської, Наталі Валевської.
Лідерка, солістка, авторка віршів та музики гурту «Platina».
Брала участь у другому сезоні співочого талант-шоу «Голос країни» (2012).
10 жовтня 2017 року на Камерній сцені імені Сергія Данченка Національного академічного драматичного театру Імені Івана Франка зіграла роль Квітки Цісик у прем'єрному показі музичного монологу-притчі «Я — Квітка» Тетяни Череп-Пероганич.
У 2018 році створила моно-мюзикл «MILORD», в якому дебютувала у ролі режисера та грає головну роль французької співачки.

## Відзнаки
Лавреат премії України у галузі театрального мистецтва «Київська пектораль» за музику до мюзиклу «Едіт Піаф. Життя в кредит» (2008).
Дипломант XIV-го міжнародного театрального фестивалю жіночих монодрам «Марія» за виставу «Я — Квітка» Тетяни Череп-Пероганич (2017).
Заслужена артистка України (2020).